# Центр (община)
Центр (макед. Општина Центар) — община в Северной Македонии. Община является административной единицей-микрорайоном столицы страны — Скопье, расположена на севере Северной Македонии, в Скопском статистически-экономическом регионе, с населением 45 412 жителей.
Площадь территории общины 7,52 км².
Этническая структура населения в общине по переписи населения 2002 года:
- македонцы — 38 778 (85,4%)
- сербы — 2 037 (4,5%)
- албанцы — 1 465 (3,2%)
- цыгане — 974 (2,2%)
- остальные — 2 158 (4,7%)